# Ca de bestiar
De ca de bestiar is een hondenras dat ook wel Majorcaanse herder wordt genoemd.

## Geschiedenis
De ca de bestiar is een hond van de Spaanse eilandengroep Balearen. Oorspronkelijk was hij een herder maar werd met de tijd waak- en beschermhond. In 1975 werd een eerste rasstandaard opgesteld en in 1992 werd het ras door de FCI erkend.

## Beschrijving
De oren hebben een lichte knik, zijn klein, driehoekig en hoog ingeplant. De vacht is kort. Uitzonderlijk bestaan er ook langharige varianten. De kleur van de vacht is zwart. Hij bereikt een schofthoogte van 62 tot 73 centimeter en een gewicht van 40 kilogram.

## Karakter
De ca de bestiar is niet onproblematisch. Hij is onvriendelijk tegenover vreemden. Hij heeft een sterk bescherminstinct.
Australian stumpy tail cattle dog ·
Australische herder ·
Australische veedrijvershond ·
Bearded collie ·
Beauceron ·
Belgische herder ·
Bergamasco ·
Berghond van de Maremmen en Abruzzen ·
Bobtail ·
Boheemse herder ·
Bordercollie ·
Bouvier des Ardennes ·
Bouvier (des Flandres) ·
Briard ·
Ca de bestiar ·
Cão da Serra de Aires ·
Cão de fila de São Miguel ·
Catalaanse herder ·
Ciobanesc romanesc carpatin ·
Ciobanesc romanesc mioritic ·
Duitse herder ·
Hollandse herder ·
Karpatische herdershond ·
Kelpie ·
Komondor ·
Kroatische herder ·
Kuvasz ·
Lancashire heeler ·
Miniature American Shepherd ·
Mudi ·
Picardische herdershond ·
Polski owczarek nizinny ·
Puli ·
Pumi ·
Pyrenese herdershond ·
Saarlooswolfhond ·
Schapendoes ·
Schipperke ·
Schotse herdershond ·
Sheltie ·
Slovenský čuvač ·
Tatrahond ·
Tsjecho-Slowaakse wolfhond ·
Welsh corgi Cardigan ·
Welsh corgi Pembroke ·
Zuid-Russische owcharka ·
Zwitserse witte herder